# Gasteracantha flava
Gasteracantha flava är en spindelart som beskrevs av Hercule Nicolet 1849. Gasteracantha flava ingår i släktet Gasteracantha och familjen hjulspindlar. Inga underarter finns listade i Catalogue of Life.